# Urzecze (obwód miński)
Urzecze (biał. Урэчча; ros. Уречье) – osiedle typu miejskiego w obwodzie mińskim w rejonie lubańskim Białorusi, 3,1 tys. mieszkańców (2010), położone ok. 18 km na północny zachód od Lubania.
Znajduje tu się stacja kolejowa Urzecze, położona na linii Osipowicze – Baranowicze.

## Historia
Podczas okupacji hitlerowskiej, w lecie 1941 roku Niemcy utworzyli getto dla żydowskich mieszkańców. Przebywało w nim około 900 osób. 9 maja 1942 roku Niemcy zlikwidowali getto, a Żydów zamordowali w pobliskim lesie. 